# Venerdì 13 parte VI - Jason vive
Venerdì 13 parte VI - Jason vive (Friday the 13th Part VI: Jason Lives) è un film statunitense del 1986 diretto da Tom McLoughlin.

## Trama
1990. Un anno dagli eventi del precedente massacro,Tommy Jarvis è ancora in cura nell'ennesima clinica psichiatrica,avendo ancora allucinazioni dove vede il killer che gli dà la caccia. Uscito, assieme l'amico Alan, Tommy si dirige al cimitero di Crystal Lake per bruciare il cadavere di Jason e sperare così di porre fine ai suoi tormenti. Una volta arrivati al cimitero, i due ragazzi dissotterrano la bara dell'assassino e quando la aprono, Tommy, in uno scatto di rabbia alla vista del corpo, usa un'asta di ferro della recinzione per infilzare ripetutamente il cadavere, dopo essersi calmato, Tommy decide di proseguire con il piano ma a un tratto un fulmine colpisce l'asta di ferro, facendo rivivere il Jason, che esce dalla sua bara, Tommy rimasto scioccato, gli rovescia addosso della benzina per poi cercare di dargli fuoco con un fiammifero, ma ad un tratto inizia a piovere e il ragazzo cerca inutilmente di accendere il fuoco, Alan tenta di fermare Jason con una pala, ma l'assassino con un pugno gli trapassa il petto, strappandoli il cuore e lo fa cadere nella sua bara.
Mentre Jason si rimette addosso la maschera e afferra l'asta di ferro appuntita per usarla come lancia, Tommy corre dallo sceriffo di Crystal Lake, il cinico e scettico sceriffo Garris, però, non crede ad una parola di Tommy e reputandolo uno squilibrato, lo chiude ingiustamente in cella. Nel frattempo, Jason ricomincia a vagare per Crystal Lake e a mietere nuove vittime, per tornare al campeggio. I primi ad essere uccisi infilzandoli con la lancia sono due animatori, Darren e Lizbeth, che si stavano recando al campeggio per accogliere l'indomani una comitiva di bambini. Tuttavia, la loro sparizione non impedirà ai restanti amici Colt, Sissy, Paula e Megan, figlia dello sceriffo, di aprire il campeggio. Nel frattempo Jason continua la sua carneficina uccide un giocatore di paintball, fracassandoli la faccia contro un albero e gli strappa il braccio destro ottenendo anche un machete durante l'attacco, per poi uccidere gli altri 4 giocatori facendoli a pezzi con l'arma.
Tommy cerca invano di convincere lo sceriffo ad andare al cimitero per verificare che la salma di Jason non è più nella sua bara, ma lo sceriffo continua a non dargli retta e decide di scarcerare il ragazzo e accompagnarlo fuori dalla città. Tommy però non desiste e si dirige verso il cimitero, facendosi così inseguire dallo sceriffo e dal suo aiutante, riuscendo così nel suo intento di portarli davanti alla tomba di Jason, che però è perfettamente sigillata dal custode, che l'ha ricoperta per non avere responsabilità, nega di aver trovato la bara dissotterrata, Tommy quindi viene considerato pazzo e viene allontanato. Quella sera, Jason uccide il custode del cimitero con la bottiglietta rotta di vetro del Whisky e una coppia di amanti con il machete mentre tentavano di fuggire. 
Jason, quindi, inizia a uccidere gli animatori Nikki fracassandoli la faccia addosso ad uno specchio del bagno del camper e il fidanzato Cort infilzando il manchette al cranio. Quando lo sceriffo rinviene i corpi, dei primi animatori uccisi e dei giocatori di paintball pensa che Tommy sia l'assassino.
Megan, invece, rimasta alla stazione dello sceriffo, riceve la chiamata di Tommy che la avvisa di aver un piano per fermare Jason, la ragazza quindi lo raggiunge ma viene comunque rintracciata dal padre, che rinchiude Tommy in cella. Jason uccide le animatrici Sissy rompendoli il collo e Paula fatta a pezzi con il machete, poi si appresta a raggiungere il capanno dei bambini per uccidere anche loro. Megan riesce nel frattempo a liberare Tommy e insieme si dirigono al campeggio per cercare di salvare i bambini e Garris.
Nel frattempo, lo sceriffo si rende conto, grazie a Megan, che non è Tommy l'artefice, avendo l'alibi di essere stato sempre con la figlia, essendosi reso conto che l'assassino è Jason, lo sceriffo con un paio di agenti inizia a dargli la caccia; tuttavia Jason uccide il primo il primo agente lanciandoli un ago da pesca e l'altro fracassandoli il cranio, lo sceriffo si ritrova, da solo, faccia a faccia con il killer, ma si nasconde dato che non può fermarlo. 
Quando Megan, arriva al campo, inizia a chiamare suo padre urlando, Jason si concentra su di lei e cerca di raggiungerla, ma lo sceriffo gli salta addosso e tenta di proteggere la figlia, però, Jason lo afferra e lo piega in due, uccidendolo. Megan cerca quindi di proteggere i bambini rimasti incustoditi dalla furia omicida di Jason, mentre Tommy mette in atto il piano da lui architettato, ossia di imprigionarlo nel lago. Con una barca Tommy si porta al centro del lago e cerca di creare un cerchio di fuoco attorno alla barca. Quando Jason si avvicina, gli lega il masso al collo con una catena e lo lascia affondare sul fondo, durante lo scontro, la barca si spacca, facendo finire in acqua anche Tommy: Megan si getta nel lago per salvarlo, ma viene a sua volta afferrata per una gamba da Jason, ma riesce però ad azionare il motore della barca e a mettere in funzione l'elica che tritura e spezza il collo di Jason, che molla la presa sui ragazzi.
La ragazza riporta a riva Tommy e riesce a rianimarlo con la respirazione bocca a bocca, Tommy afferma che finalmente Jason è morto, il giorno dopo Jason è ancora vivo in fondo al lago.
Originariamente, nella stesura originale, in cui la morte del becchino non avveniva, quest'ultimo riceve, la mattina seguente, la visita di Elias Voorhees, il padre di Jason, giunto a ripagare il becchino per prendersi cura delle tombe della moglie e del figlio. Elias però nota che la tomba di Jason è stata profanata e guarda verso il lago, dal quale Jason riemerge. Il finale venne poi scartato poiché il produttore esecutivo, Frank Mancuso Jr., non voleva che la figura del padre prendesse il sopravvento nei film a seguire.

## Produzione
Il film inizialmente doveva avere Tommy come antagonista principale, da quanto suggerito nel finale del film precedente. Ma le critiche negative e gli scarsi incassi che ne furono risultati, si preferì far ridiventare Jason l'assassino.

## Colonna sonora
He's Back (The Man Behind the Mask) ebbe anche un video musicale, combinando immagini del film con nuove immagini con Alice Cooper. Il video non è presente in nessun rilascio home video del film, ma lo si può vedere su YouTube.
Nel maggio del 2025, La-La-Land Records ha pubblicato una versione remastered dell'album originale in CD e waxwork records pubblicò già una versione in vinile nel 2019.
Tracce
1. He's Back (The Man Behind the Mask) - Alice Cooper
2. (I'm No) Animal - Felony
3. Teenage Frankenstein - Alice Cooper
4. Hard Rock Summer - Alice Cooper

## Accoglienza

### Incassi
Il film ha incassato $19,472,057 con un budget di $3,000,000

### Critica
I critici recensirono il film meno negativamente rispetto agli altri capitoli. Il grosso delle opinioni, specialmente tra i fan della serie, lo considerò uno dei migliori del franchise. Ciò fu dovuto in gran parte all'uso dell'umorismo, sebbene alcuni spettatori furono spiazzati da questo approccio.
Le critiche negative rivolte al film includono un generale non gradimento del genere slasher, e la non plausibilità della resurrezione di Jason, anche perché nel film precedente si era scoperto che il suo corpo era stato cremato. Comunque il film guadagnò qualche recensione positiva, e ricevette un punteggio del 54% su Rotten Tomatoes.